# Германска медиатизация
Германската медиатизация (на немски: Reichsdeputationshauptschluss) представлява серия от медиатизации и секуларизации, появили се на германските територии в периода 1795-1814 г. по времето на последната част от ерата на Френската революция и последвалата я Наполеоновска ера.
Двата основни процеса, изграждащи този термин, са следните: медиатизация – съединяването на една монархия с друга по-могъща, при което често владетелят на съединената монархия запазва известни права; секуларизация - събиране и преминаване на светски земи, държани от духовни управници като епископи и абати, към светски териториални държави.
След падането на Франкската империя, поради равното наследствено разделяне, съставено от Салическия закон и въздигането на феодализма, голяма част от Европа представлява множество малки, независими териториални държави. Наследствените крале на Германия и императори на Свещената Римска империя налагат временна власт над много епископства, абатства и манастири. Те също дават права на свободните градове върху много градове и села из Германия. За разлика от Англия и Франция, например, германските крале не успяват да обединят владенията си в едно цялостно централизирано кралство и поради тази причина из хода на вековете Германия се състои от не по-малко от 300 независими териториални държави. Медиатизацията, подпомогната от Наполеон I, осъществява постепенното намаляване на техния брой. Вследствие на това множество държави започват да набират сила. Сред тях е и Прусия, която след това започва двубой с Австрия, слагайки начало на войните за надмощие над германските земи.